# Candi Bima
Candi Bima (littéralement : Temple de Bima) est un temple indonésien hindou situé à Dieng Kulon, sur le plateau de Dieng.

## Histoire
Il doit son nom à Bhima, l'un des héros de l'épopée du Mahābhārata, fils de Vayu, le dieu du Vent brutal et fort, et le deuxième des cinq Pândava, les fils de Kuntî et Mâdrî, les épouses du roi Pându de Hastinâpura.
Il daterait du IXe siècle apr. J.-C.

## Caractéristiques
L'entrée du temple se situe à l'est, surmontée d'une tête de Kâla.
Ce temple se distingue des autres temples qu'on peut trouver sur le plateau de Dieng, son style architectural le rapprochant plus d'édifices qu'on trouve en Inde, notamment par sa toiture en shikhara, et non pyramidale, comme pour le temple voisin de (Candi Arjuna (id). On y trouve aussi des kudus,. de nombreuses têtes de Shiva sculptées qui regardent depuis des accolades
Au sommet, on trouve un amalaka.

## Galerie

Le Candi Bima en photos
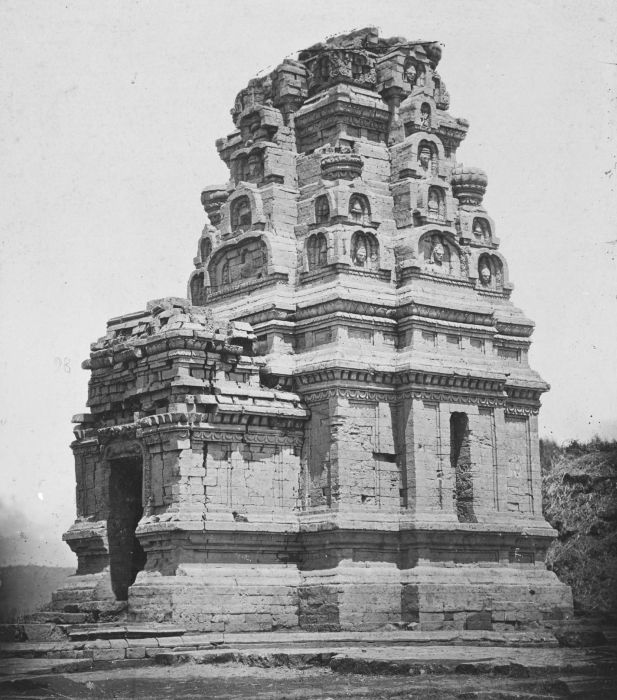
En 1864
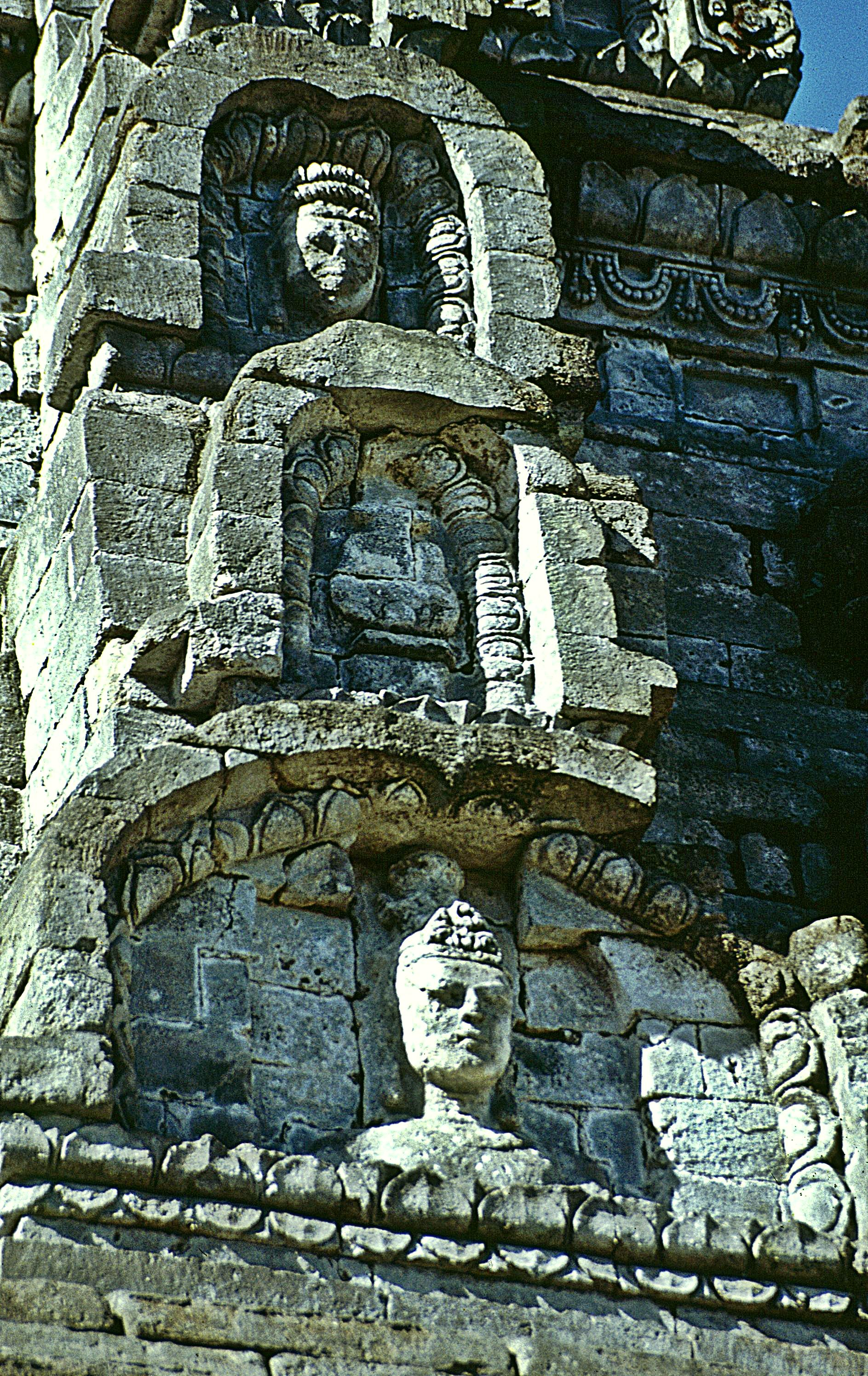
Les tête kudus
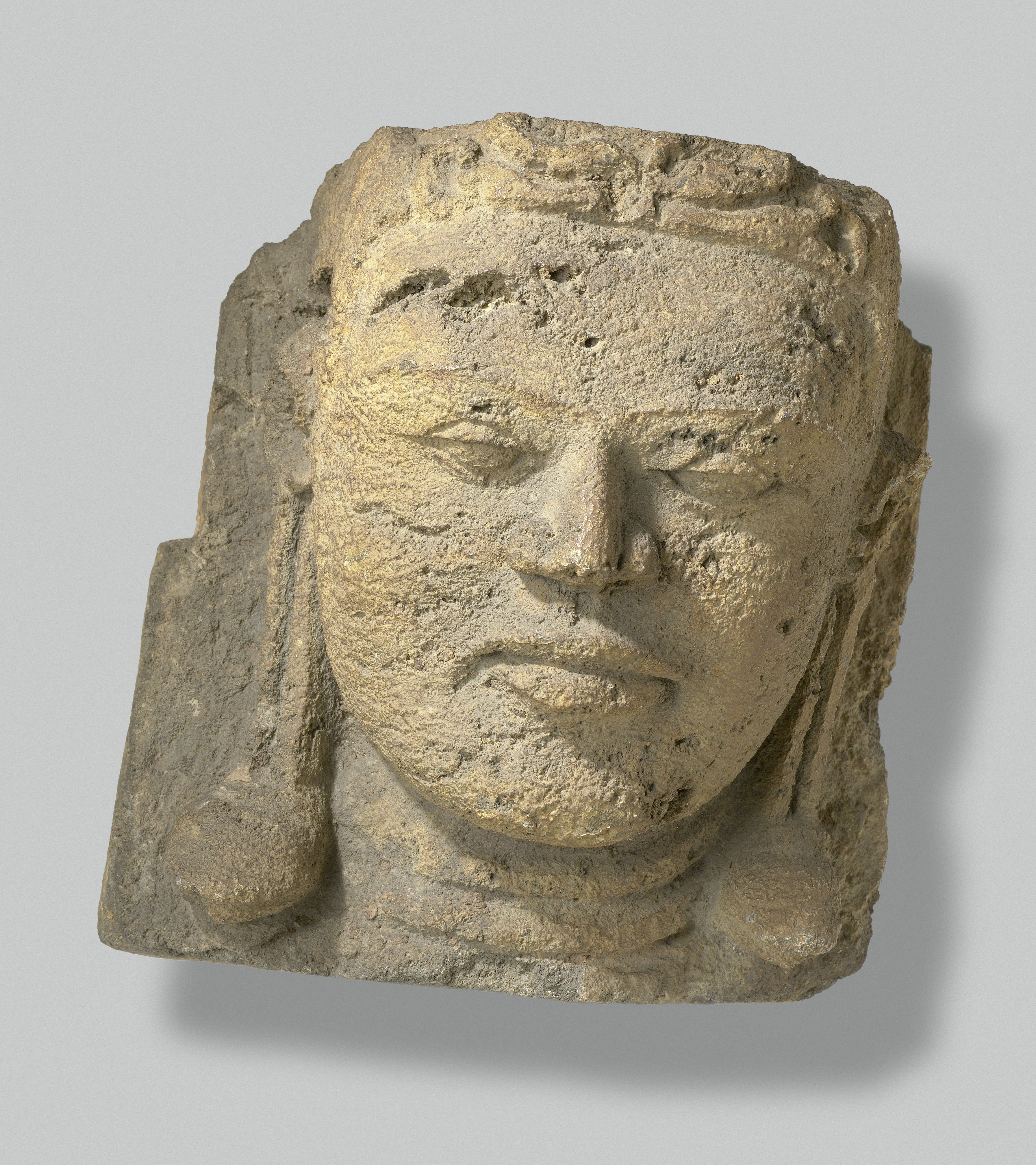
Détail d'une tête
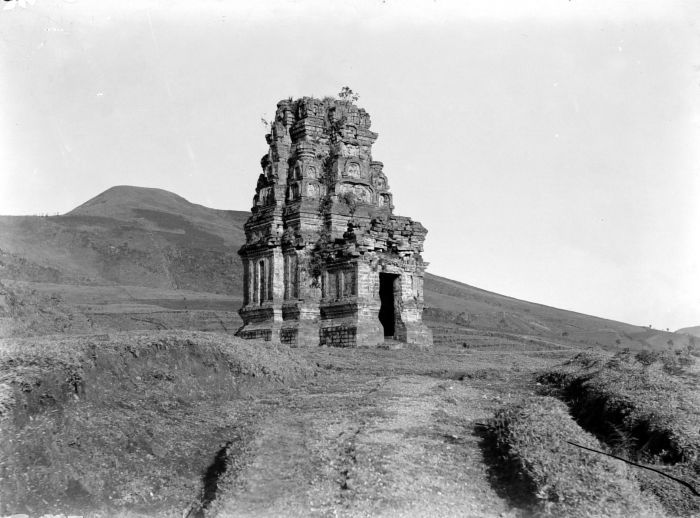
En 1918
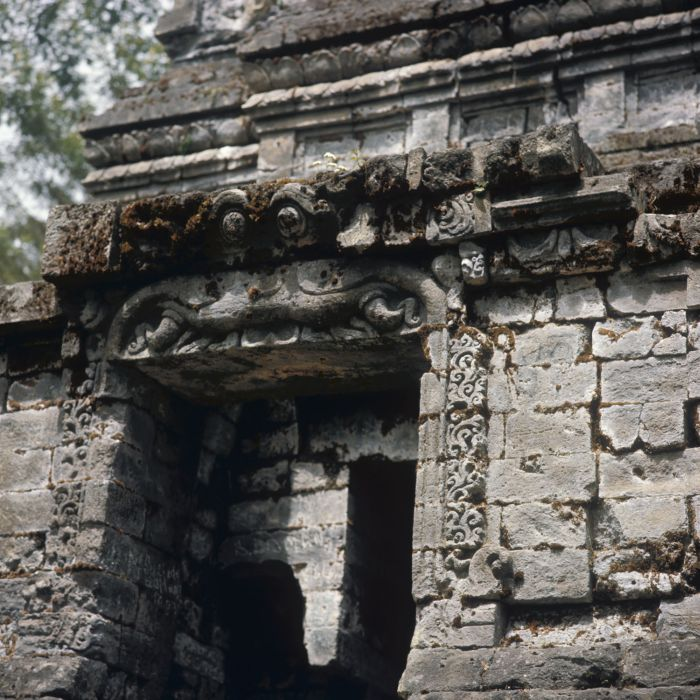
La tête de Kâla
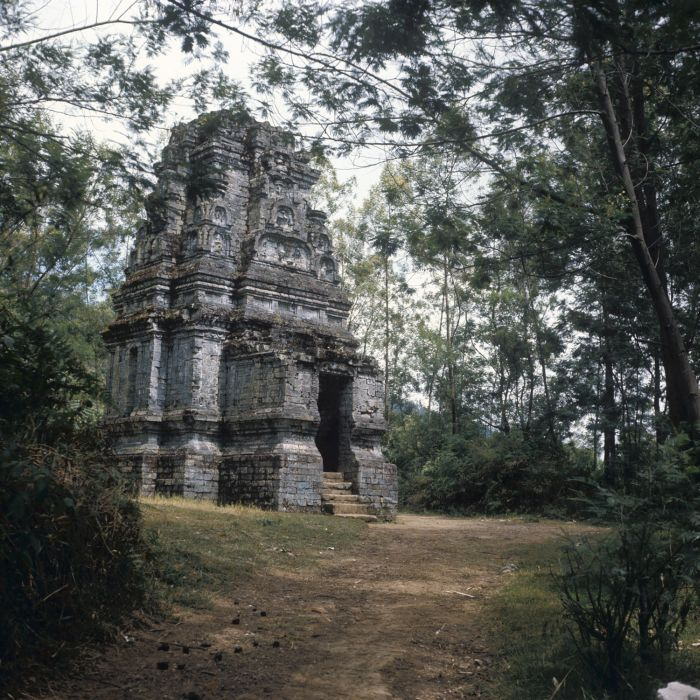
En 1971. Photographie de Boy Lawson

Le Candi Bima en peintures
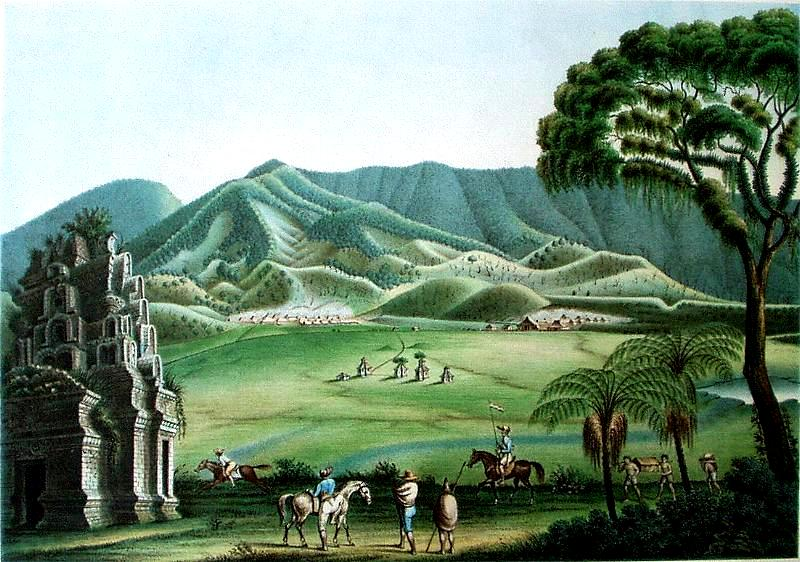
Le plateau de Dieng vu par Franz Wilhelm Junghuhn.
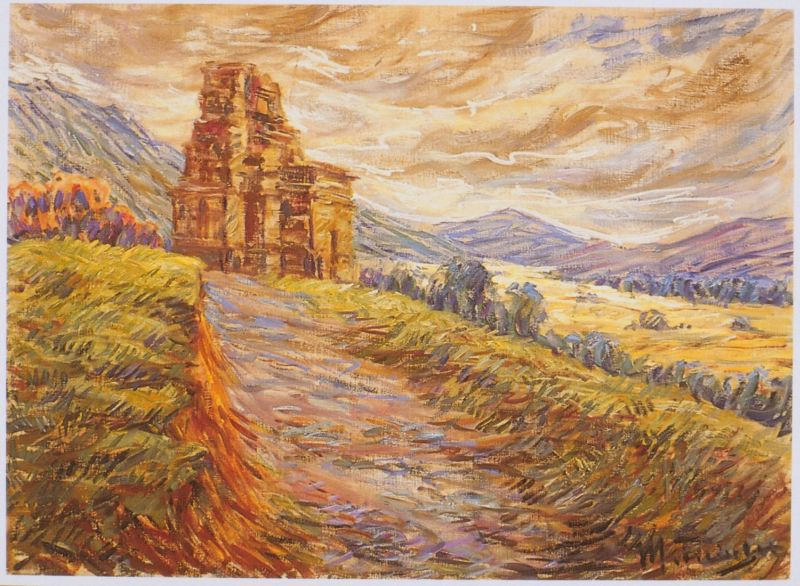
Le Candi Bima vu par Max Fleischer (painter) (en)